# Ким, Владимир Николаевич
Владимир Николаевич Ким (20 февраля 1937, Артём, Приморский край, РСФСР — 4 июня 2003, Алма-Ата, Казахстан) — советский, казахстанский архитектор, лауреат Государственной премии СССР, Заслуженный архитектор Казахской ССР .

## Биография
Родился 20 февраля 1937 года в городе Артём в семье корейцев, переселившихся в Россию в середине 1910-х годов из Кореи после оккупации страны Японией.
Детство и юность прошли в Караганде, куда семья была депортирована в 1937 году. После смерти отца воспитывался в семье деда по отцовской линии.
В 1962 году закончил Московский архитектурный институт (МАРХИ) по специальности «архитектура». После окончания института жил и работал в Алма-Ате.
С 1962 по 1974 годы работал в республиканском проектном институте ГГПИ «Казгорстройпроект» архитектором, в дальнейшем — руководителем мастерской. С 1974 года работал в ГПИ «Алмаатагипрогор» главным архитектором института, затем руководителем 3-й[уточнить] мастерской.
В 1989 году организовал собственное проектное бюро — творческую производственную мастерскую «Проект-1», где работал до 2003 года.
Был членом Правления Союза архитекторов Казахстана.
Автор ряда уникальных зданий и комплексов в г. Алма-Ата и Астана.
В. Ким спроектировал комплекс правительственных зданий в Астане.
Умер 4 июня 2003 года в Алма-Ате. Похоронен на Бурундайском кладбище.

## Работы
- Республиканская публичная библиотека им. Пушкина (ныне Национальная библиотека Республики Казахстан) (авторский коллектив — архитекторы: В. Ищенко, В. Тютин, К. Кальной, В. Ким, Е. Кузнецов, инженеры: В. Ангельский, Т. Бухарбаев, А. Деев, Г. Калиш, В. Михалищев, Г. Стулов)[3]
- Дворец им. Ленина (ныне Дворец Республики)(авторский коллектив — архитекторы: Н. Рипинский, Л. Ухоботов, В. Ким, В. Алле, Ю. Ратушный, А. Соколов; инженеры: В. Кукушкин, Б. Делов, В. Сушенцев)[4][5] — памятник истории и культуры республиканского значения. В 2010 году оригинальный архитектурный облик здания утрачен вследствие неудачной реконструкции.
- Комплекс мемориала Славы и окружного дома офицеров в парке имени 28-ми гвардейцев-панфиловцев(авторский коллектив — архитекторы: В.Ким, Т.Басенов, Р.Сейдалин, Э.Цой; скульпторы: А.Артимович, В.Андрющенко)
- Республиканский дворец пионеров (авторский коллектив — В.Ким, А.Зуев, Т. Абильдаев; инженеры: Ю.Локтев, Е.Средников, Н. Верной, Б. Мусургалиев, А.Алексеев, С. Касканов).[2]

- Республиканская публичная библиотека им. Пушкина (Национальная библиотека республики Казахстан), Алма-Ата
- Фрагмент фасада, дворец им. Ленина (дворец Республики), Алма-Ата
- Республиканский дворец пионеров и школьников, Алма-Ата

## Награды
- Лауреат государственной премии СССР (1971)
- Заслуженный архитектор Казахской ССР (1984)